# Wanayasa (Pontang)
Wanayasa is een bestuurslaag in het regentschap Serang van de provincie Banten, Indonesië. Wanayasa telt 2079 inwoners (volkstelling 2010).